# VI століття до н. е.

## Події
- рубіж VII—VI — Складання Скіфії, як політичного об'єднання в Північному Причорномор'ї;
- Заснування античних міст Боспору;
- Заснування Тіри, Ольвії, Гераклеї Понтійської;
- 514 — Похід Дарія Гістаспа в Скіфію;
- Започаткування грецької філософії;
- Період пізньої Гальштатської культури в Східній та Центральній Європі, пізня бронзова доба у Північній Європі.